# Stratis Miriwilis

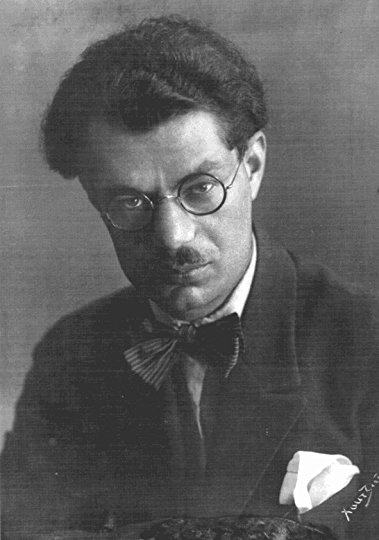
Stratis Miriwilis (fot. z lat 20. XX wieku)

Stratis Miriwilis, ngr. Στρατής Μυριβήλης, właśc. Efstratios (Stratis) Stamatopulos (ur. 30 czerwca 1890 w Sykamia na Lesbos, zm. 19 lipca 1969 w Atenach) – pisarz grecki, często uważany za najwybitniejszego przedstawiciela modernistycznego tzw. Pokolenia lat 30. 
Naukę zapoczątkował w wiejskiej szkole, potem kształcił się w lokalnych gimnazjach małoazjatyckich, by od 1910 podjąć pracę wiejskiego nauczyciela, gdy zarazem rozwinął szerszą działalność literacką pod pseudonimem Miriwilis. Od 1911 podjął studia prawnicze i humanistyczne w Atenach, zarobkując tam m.in. jako dziennikarz.
W latach 1912–1913 jako ochotnik był uczestnikiem wojen bałkańskich, latem 1913 ranny w bitwie pod Kilikis. Brał również udział w I wojnie światowej w sojuszniczych oddziałach greckich na froncie salonickim. Po powrocie do wyzwolonej spod tureckiej okupacji Mityleny zajął się redagowaniem miejscowej gazety „Salpinga” (Trąba), publikując tam m.in. swe wspomnienia wojenne. Po kolejnych doświadczeniach wojny grecko-tureckiej (kierował tam wojskowym zespołem teatralnym) znów powrócił w 1922 na Lesbos, a w 1933 osiadł w Atenach, stając się współpracownikiem wielu periodyków oraz radia. Był wydawcą czasopism „Kambaná” (Dzwon), „Tachidromós” (Kurier) i „Dimokratía”. W 1948 został współzałożycielem Narodowego Związku Pisarzy Greckich i jego pierwszym prezesem. W 1958 wybrano go członkiem Akademii Ateńskiej. 
Debiutował prozatorskim poematem Szaleniec (1909). W 1915 wydał tom opowiadań Czerwone opowieści (Κόκκινες ιστορίες). Szerokie uznanie zyskał jednak dopiero opublikowaną w 1924 pacyfistyczną powieścią Życie w mogile o dramatycznych przeżyciach żołnierzy w okopach I wojny światowej, ujętą w postaci dziennika sierżanta Kostulasa walczącego na froncie salonickim, który tragicznie zginął z ręki sojusznika. Później publikował kolejne zbiory opowiadań w postaci „ksiąg”. Był autorem poematu Pieśń ziemi oraz powojennego tomu impresji z podróży po Grecji i Cyprze. Wydał również powieści obyczajowe, opowiadania dla dzieci (m.in. Argonauta, 1936) i młodzieży oraz eseje literackie. 
Bezskutecznie był trzykrotnie (1960, 1962, 1963) nominowany do literackiej nagrody Nobla. 

## Wybrana twórczość

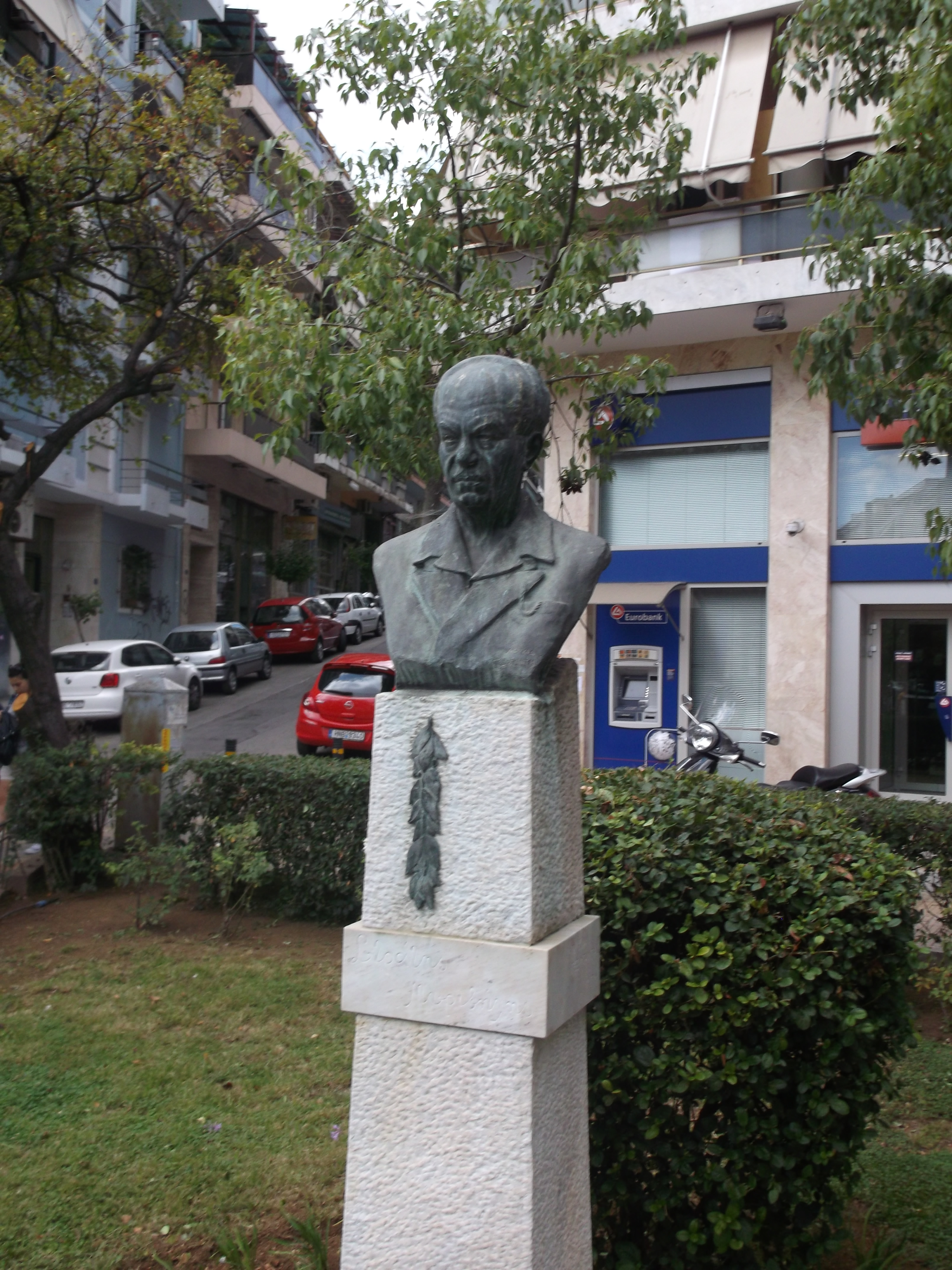
Popiersie pisarza w Atenach

- 1924 – Życie w mogile (Η ζωή εν τάφω; wyd. polskie „De profundis”, 1964), powieść
- 1933 – Nauczycielka o złotych oczach (Η δασκάλα με τα χρυσά μάτια), powieść
- 1935 – Zielona księga (Ο πράσινο βιβλίο), opowiadania
- 1937 – Pieśń ziemi (Το τραγούδι της Γης), poemat prozą
- 1939 – Błękitna księga (Το γαλάζιο βιβλίο), opowiadania
- 1943 – Wasyl Albańczyk (Ο Βασίλης ο Αρβανίτης), nowela
- 1949 – Madonna – Syrena (Η Παναγιά η Γοργόνα; wyd. polskie 1961), powieść
- 1952 – Czerwona księga (Το κόκκινο βιβλίο), opowiadania
- 1954 – Z Grecji (Απ' την Ελλάδα), podróżnicze impresje
- 1959 – Wiśniowa księga (Το βυσινί βιβλίο), opowiadania